# Yehoudaï Gaon
Pour les articles homonymes, voir Gaon.
Yehoudaï bar Nahman Gaon (hébreu : רב יהודאי בר נחמן גאון) est un rabbin babylonien du VIIIe siècle.
Considéré comme une figure majeure de ce temps, il assure le gaonat (direction académique) de Soura de 757 à 761. On lui attribue la composition des Halakhot Pessoukot, l'une des pièces majeures de la littérature gaonique, qui traite les lois d'en dehors d’Israël après la destruction du temple.

## Éléments biographiques
Yehoudaï ben Nahman était, selon Sherira Gaon, un érudit de Poumbedita. Cependant, après la mort de Mar Aḥa, Gaon de Soura, l'exilarque Salomon ben Hasdaï décide, à l'encontre de la coutume habituelle, de nommer un érudit de Poumbedita à sa succession, tandis que le frère de Yehoudaï, Dodaï, officie au même titre à Poumbedita (761-767).
Selon une tradition très répandue, en particulier parmi les commentateurs médiévaux, Yehoudaï Gaon était aveugle ; I. H. Weiss suggère qu'il l'était peut-être déjà au moment de sa désignation. Une telle nomination se serait faite à l'encontre du Talmud, qui stipule qu'un homme aveugle des deux yeux est incapable d'officier comme juge ou président d'un tribunal. Cependant, le fait que Yehoudaï Gaon ait rendu plusieurs décisions en faveur d'aveugles, affirmant par exemple que la cécité ne peut être un motif pour écarter un candidat à la hazzanout (chantre d'une synagogue) autrement irréprochable, pourrait appuyer cette hypothèse.
Il semble qu'il ait eu un fils, appelé Joseph ; Mar Akinaï est mentionné comme son disciple. Pirkoï ben Baboï, militant pour l'abolition des rites et coutumes pratiqués par les Juifs en terre d'Israël, se réclame de son enseignement.

## Œuvre
Yehoudaï Gaon est une autorité hautement respectée en matière de Halakha (Loi juive), et tant les gueonim ultérieurs que des rabbins médiévaux et modernes, ont hésité à se prononcer contre son opinion. Saadia ben Joseph s'appuie, en 921, sur un responsum que le Gaon lui a adressé pour s'opposer aux calculs et à l'opinion d'Aaron ben Meïr dans la controverse du calendrier.
Il se bat pour rendre le talmud de Babylone comme la seule source de lois pour tout le peuple juif, mais les juifs d’Israël étaient contre car se basaient sur le talmud de Jerusalem et leurs coutumes.

### Responsa
Les responsa de Yehoudaï Gaon sont généralement écrits en judéo-araméen babylonien. Ils sont précis et souvent concis, consistant parfois en un ou deux mots, sans entrer dans l'argumentation qui a mené à la décision, à moins qu'il ne lui soit expressément demandé de le faire. Ses responsa sur les droits de propriété sont plus longs que les autres. Certains responsa écrits en hébreu sont supposés avoir été traduits par ses disciples ou par le compilateur.
La majorité des responsa de Yehoudaï Gaon traitent de l'ordre des prières et des lectures de la Torah ; du voyage en bateau qui débarque un chabbat, et d'autres lois sur l'observance du chabbat et des fêtes juives ; des tefillin ; des lois alimentaires ; du divorce, et des cas de halitza de Juifs convertis à l'islam avant de revenir au judaïsme.
Selon Isaac Alfasi, c'est Yehoudaï Gaon qui aurait aboli l'absolution des vœux (hatarat nedarim), qui était accordée si libéralement par les rabbins de son temps que cela prêtait le flanc aux attaques des Karaïtes (adeptes d'un mouvement juif basé sur la seule Bible écrite, opposé au judaïsme rabbinique traditionnel, dont il réprouve de nombreuses pratiques au motif qu'elles n'apparaissent pas explicitement dans la Bible). Il serait allé jusqu'à abolir l'étude du traité talmudique Nedarim, et ses successeurs se seraient strictement tenus à cette réforme.

### Halakhot Pessoukot
Yehoudaï Gaon est cependant principalement pour son code de Halakha, connu sous les titres de Halakkot deRav Yehoudaï Gaon, Halakhot Pessoukot Hilkhot Re'ou, Halakhot Qetou'ot, Halakhot Ketzouvot et Halakhot Ketanot, afin de les distinguer des Halakhot Guedolot de Simeon Kayyara. Le rapport de chacune de ces versions, qui sont vraisemblablement autant d'adaptations de la même œuvre originale, n'est pas évident, et constitue même un problème délicat de critique littéraire. Selon Abraham Epstein, qui a consacré une importante étude à ce problème, le travail était une collection de décisions légales, principalement en judéo-araméen, d'après les responsa de Yehoudaï Gaon ou ses conférences devant ses étudiants. C'est probablement du fait de la concision des responsa que ces Halakhot ont été qualifiées de « décisives » (pessouqot en hébreu, qetou'ot selon une expression plus proche de l'arabe)
Les Halakhot Pessoukot ont été publiées sur base d'un manuscrit par Joël Müller sous le titre Handschriftliche, Jehudai Gaon Zugewiesene Lehrsätze.
Simeon Ḳayyara, auteur des Halakhot Guedolot, ainsi que Rav Amram, l'auteur du premier Siddour (rituel de prières), ont fortement puisé dans ces halakhot de Yehoudaï Gaon, pour lesquels, ainsi que l'indique Epstein, les deux termes de Halakhot Pessoukot et Halakhot Ketou'ot étaient utilisées indifféremment dès la période proche de sa rédaction.

Cependant, la rédaction de compendiums halakhiques a toujours été censurée par ceux qui craignaient qu'ils n'occultent l'étude du Talmud lui-même, en particulier auprès des masses peu érudites, et le code de Yehoudaï ne fait pas exception à la règle. Il a été critiqué pendant la période gaonique elle-même, par Paltoï ben Abaye, gaon de Poumbedita (842 - 858).

## Sources
- Cet article contient des extraits de l'article « YEHUDAI BEN NAḤMAN » par Isidore Singer & Max Schloessinger de la Jewish Encyclopedia de 1901–1906 dont le contenu se trouve dans le domaine public.